# 沙普斯鎮區 (北卡羅萊納州亞歷山大縣)
沙普斯鎮區（英語：Sharpes Township）是位於美國北卡羅萊納州亞歷山大縣的一個鎮區。

## 地方資料
沙普斯鎮區的面積為69.15平方千米，皆為陸地。根據2020年美國人口普查的數據，當地共有人口4216人，而人口密度為每平方千米60.97人。